# سان فردیناندو
سان فردیناندو (به ایتالیایی: San Ferdinando) یک کومونه در ایتالیا است که در استان رجیو کالابریا واقع شده‌است.

## خصوصیات
سان فردیناندو ۱۴٫۰ کیلومترمربع مساحت و ۴٬۴۸۷ نفر جمعیت دارد.